# Кардингтон (Охајо)
Кардингтон (енгл. Cardington) град је у америчкој савезној држави Охајо.

## Демографија
По попису из 2010. године број становника је 2.047, што је 198 (10,7%) становника више него 2000. године.
| Група             | 2000.         | 2010.         |
| Белци             | 1.815 (98,2%) | 1.999 (97,7%) |
| Афроамериканци    | 6 (0,3%)      | 3 (0,1%)      |
| Азијати           | 1 (0,1%)      | 4 (0,2%)      |
| Хиспаноамериканци | 4 (0,2%)      | 17 (0,8%)     |
| Укупно            | 1.849         | 2.047         |